# Tatsunoko Production
Tatsunoko Production Co., Ltd. (jap. 株式会社竜の子プロダクション lub 株式会社タツノコプロダクション Kabushiki-gaisha Tatsunoko Purodakushon), często skracane również do Tatsunoko Pro (jap. 竜の子プロ or タツノコプロ Tatsunoko Puro) – japońskie studio anime założone 19 października 1962 roku przez uznawanego za pioniera anime Tatsuo Yoshidę wspólnie z jego braćmi Kenjim i Toyoharu. Nazwa studia ma podwójne znaczenie w japońskim „dziecko Tatsu” (Tatsu jest przydomkiem Tatsuo) i „smok wodny” co było inspiracją dla logo – konika morskiego.

## Serie anime

### lata 1960–1969
Opracowane na podstawie źródła.
- Uchū Ace (jap. 宇宙エース Uchū ēsu)  (premiera: maj 1965 - kwiecień 1966)
- Mach GoGoGo (jap. マッハGoGoGo Mahha GoGoGo) (premiera: kwiecień 1967 - marzec 1968)
- Oraa Guzura Dado (jap. おらぁグズラだど) (premiera: październik 1967 - wrzesień 1968)
- Dokachin (jap. ドカチン) (premiera: październik 1968 - marzec 1969)
- Kurenai Sanshirō (jap. 紅三四郎) (premiera: kwiecień 1969 - wrzesień 1969)
- Przyjaciel Bob (jap. ハクション大魔王 Hakushon daimaō) (premiera: październik 1969 - wrzesień 1970)

### lata 1970–1979
- The Adventures of Hutch the Honeybee (Mitsubachi Monogatari Minashigo Hacchi i La Abeja Hutch) (1970)
- The Funny Judo Champion (Inakappe Taisho) (1970)
- Hippo i Thomas (Kabatotto) (1971)
- Animentari Ketsudan (1971)
- Pinokio (Mokku of the Oak Tree, Saban's Adventures of Pinocchio) (1972)
- Wojna planet (Science Ninja Team Gatchaman) (Kagaku Ninja-Tai Gatchaman) (nazywane również Battle of the Planets, G-Force: Guardians of Space) (1972)
- Tamagon the Counselor (Kaiketsu Tamagon) (1972)
- Zielone żabki (Demetan Croaker, The Boy Frog, Kerokko Demetan, U.S.: The Brave Frog) (1973)
- Casshan, n Casshan (Shinzo Ningen Casshan) (1973)
- New Honeybee Hutch (Shin Minashigo Hutch) (1974)
- Hurricane Polymar (1974)
- The Song of Tentomushi [Ladybug] (Tentomushi no Uta) (1974–1976)
- Time Bokan (1975)
- Tekkaman: The Space Knight (Uchū no Kishi Tekkaman) (1975)
- Goliath the Super Fighter (Gowappā 5 Godam or Gowapper 5 Godam) (1976)
- Fantastyczny świat Paula (Paul’s Miraculous Adventure, Paul no Miracle Daisakusen) (1976–1977)
- Yatterman (Time Bokan Series Yatterman) (1977)
- Temple the Balloonist (Fūsen Shōjo Tenpuru-chan) (również Temple the Balloonist, Sabrina's Journey) (1977–1978)
- Ippatsu Kanta-kun („Home Run” Kanta-kun) (1977–1978)
- Tobidase! Machine Hiryuu (1977, z Toei Doga)
- Gatchaman II (Kagaku Ninja-Tai Gatchaman Tsū) (również Eagle Riders) (1978)
- Once Upon a Time... Man (1978, współprodukcja z Procidis i różnymi nadawcami)
- Zenderman (lub Zendaman) (1979)
- Gordian Warrior (Tōshi Gordian) (1979)
- Gatchaman Fighter, (Kagaku Ninja-Tai Gatchaman Faitā) również Eagle Riders (1979)
- Daddy-Long-Legs (Ashinaga Ojisan) (1979, odcinek specjalny)

### lata 1980–1989
- The Littl' Bits (Mori no Yoki na Kobitotachi: Berufi to Rirubitto) (1980)
- Rescueman (Time Patrol Tai Otasukeman) (1980)
- Muteking, The Dashing Warrior (Tondemo Senshi Mutekingu) (1980–1981)
- Firebird (Yattodetaman) (1981)
- Gold Lightan, The Gold Warrior (Ougon Senshi Gold Lightan) (1981)
- Superbook Series One (Anime Oyako Gekijô) (1981–82)
- Gigi (Dashu Kappei, Dash! Kappei, znane również jako Gigi la Trottola, Chicho Terremoto) (1981–1982)
- Gyakuten! Ippatsuman (1982)
- Chōjikū Yōsai Macross (1982) (jedynie produkcja)
- The Flying House (Taimu Kyoshitsu: Tondera Haosu no Daiboken) (1982–1983)
- Mirai Keisatsu Urashiman (Future Police Urashiman) (1983)
- Itadakiman (1983)
- Genesis Climber MOSPEADA (1983)
- Superbook – Seria 2 (Pasokon Toraberu Tanteidan) (1983)
- Starzan (Okawari-Boy Starzan-S) (1984)
- Super Dimension Cavalry Southern Cross (1984)
- Macross: Do You Remember Love? (1984) (jedynie produkcja)
- Yoroshiku Mekadokku (What's Up Mechadoc?, znane również jako A Tutto Gas) (1984–85)
- Honou no Alpine Rose (znane również jako Judy and Randy) (1985)
- Time Travel Tondekeman (znane również jako Time Quest Tondekema!) (1985)
- Shouwa Aho Soushi: Akanuke Ichiban (1985)
- Megazone 23 (1985–1989) (współprodukcja z AIC)
- Robotech – adaptacja Macross, Southern Cross, i Mospeada (1985)
- Robotech II: The Sentinels (współprodukcja z Harmony Gold USA) (1986)
- Hikari no Densetsu (1986)
- Doteraman (1986)
- Outlanders (animacja wykonana przez AIC w imieniu Tatsunoko’s) (1986)
- Zillion (Akai Kodan Zillion) (1987)
- Oraa Guzura Dado (color remake) (1987)
- Legend of Heavenly Sphere Shurato (1989)
- Hutch Miodowe Serce (Konchū Monogatari: Minashigo Hutch) (1989)

### lata 1990–1999
- Samuraje z Pizza Kot (Samurai Pizza Cats, Kyattō Ninden Teyandee) (1990)
- Robin Hood (Robin Hood no Daibōken) (1990)
- Legend of Heavenly Sphere Shurato: Sōsei e no Antō (1991)
- Tekkaman Blade (Uchū no Kishi Tekkaman Burēdo, Space Knight Tekkaman Blade; Teknoman w USA) (1992)
- The Irresponsible Captain Tylor (1993)
- Casshan: Robot Hunter (1993)
- Video Girl Ai (1993; wyprodukowane przez IG Tatsunoko)
- Time Bokan: Royal Revival (1994)
- Królewna Śnieżka (Shirayuki Hime no Densetsu) („The Legend of Princess Snow White") (1994)
- Tekkaman Blade II (1994)
- Gatchaman (1994)
- Dokkan! Robotendon (1995)
- Neon Genesis Evangelion (1995–1996; studio Tatsunoko współpracowało przy tworzeniu animacji, główny producent – Gainax)
- Kopciuszek (Cinderella Monogatari) (1996)
- New Hurricane Polymar (1996)
- Mach Go Go Go (Speed Racer X) (1997)
- Generator Gawl (1998)
- Seikimatsu Densetsu: Wonderful Tatsunoko Land (1999)

### lata 2000–2009
- Tatsunoko Fight (PSX) (2000) (promując serię Denkou Senka Volter)
- Time Bokan 2000: Kaitou Kiramekiman (2000)
- The SoulTaker (2001)
- Nurse Witch Komugi (współprodukcja z Kyoto Animation) (2002)
- Karas (2005) – na 40. rocznicę istnienia Tatsunoko's
- Yobarete Tobidete Akubi-chan (2001)
- Akubi Girl (2006; remake anime Yobarete Tobidete Akubi-chan)
- Robotech: The Shadow Chronicles (współprodukcja z Harmony Gold USA) (2006)
- Tatsunoko vs. Capcom: Cross Generation of Heroes (Wii) (11.12.2008)
- Yatterman (2008; remake serii z 1977)
- Casshern Sins (2008; Remake serii z 1973; produkcja animacji – Madhouse)
- Beyblade: Metal Fusion (premiera – 5.04.2009; współprodukcja z SynergySP)

### lata 2010
Opracowane na podstawie źródła.
- Hutch Miodowe Serce (jap. 昆虫物語 みつばちハッチ～勇気のメロディ～ Konchū monogatari: Mitsubachi hatchi ~ yūki no merodi ~) (premiera: lipiec 2010)
- Tachyumaru (jap. たちゅまる) (premiera: październik 2010 - marzec 2011)
- Sket Dance (premiera: kwiecień 2011 - wrzesień 2012)
- Pretty Rhythm: Aurora Dream (jap. プリティーリズム・オーロラドリーム Puritīrizumu ōroradorīmu) (premiera: kwiecień 2011 - marzec 2012)
- [ C ] (premiera: kwiecień 2011 - czerwiec 2011)
- ZIP! Ohayō ninja-tai: Gatchaman (jap. ZIP! おはよう忍者隊 ガッチャマン) (premiera: kwiecień 2011 - marzec 2013)
- Pretty Rhythm: Dear My Future (jap. プリティーリズム・ディアマイフューチャー Puritīrizumu diamaifyūchā) (premiera: kwiecień 2012 - marzec 2013)
- Ippatsuhitchū!! Debandā (jap. 一発必中!!デバンダー) (premiera: październik 2012)
- Pretty Rhythm: Rainbow Live (jap. プリティーリズム・レインボーライブ Puritīrizumu reinbōraibu) (premiera: kwiecień 2013 - marzec 2014)
- Namiuchigiwa no Muromi-san (jap. 波打際のむろみさん) (premiera: kwiecień 2013 - czerwiec 2013)
- Peeping Life: Tezuka Pro - Tatsunoko Pro Wonderland (jap. Peeping Life-手塚プロ・タツノコプロ ワンダーランド- Peeping Life - Tedzuka puro tatsunoko puro wandārando -) (premiera: czerwiec 2013)
- Gatchaman Crowds (jap. ガッチャマン クラウズ Gatchaman kurauzu) (premiera: lipiec 2013 - wrzesień 2013)
- Transformers Go! (jap. トランスフォーマーGo toransufōmā Go) (premiera: lipiec 2013 - marzec 2014)
- Yozakura shijūsō: Hana no uta (jap. 夜桜四重奏 -ハナノウタ-) (premiera: październik 2013 - grudzień 2013)
- Wake Up, Girls! Shichinin no Idol (jap. Wake Up, Girls! 七人のアイドル Wake Up, Girls! Shichinin no aidoru) (premiera: styczeń 2014)
- Wake Up, Girls! (premiera: styczeń 2014 - marzec 2014)
- Ohayō hakushon daimaō (jap. おはようハクション大魔王) (premiera: marzec 2014 - marzec 2015)
- Pretty Rhythm All-Star Selection Prism Show ☆ Best Ten (jap. プリティーリズム・オールスターセレクション プリズムショー☆ベストテン Puritīrizumu ōrusutāserekushon purizumushō ☆ besutoten) (premiera: marzec 2014)
- Pretty Rhythm All-Star Selection (jap. プリティーリズム・オールスターセレクション puritīrizumu ōrusutāserekushon) (premiera: marzec 2014)
- PriPara (jap. プリパラ) (premiera: lipiec 2014 - marzec 2017)
- Peeping Life －WE ARE THE HERO－ (premiera: listopad 2014)
- Yoru no Yattāman (jap. 夜ノヤッターマン) (premiera: styczeń 2015 - marzec 2015)
- Good Morning!!! Doronjo (jap. グッド・モーニング!!!ドロンジョ Guddo mōningu!!! Doronjo) (premiera: marzec 2015 - marzec 2016)
- Gekijōban PriPara min'na atsumare! Prism Tours (jap. 劇場版プリパラ み～んなあつまれ！プリズム☆ツアーズ Gekijōban puripara min'na atsumare! Purizumu ☆ tsuāzu) (premiera: marzec 2015)
- Gatchaman Crowds Insight (jap. ガッチャマン クラウズ インサイト Gatchaman kurauzu insaito) (premiera: lipiec 2015 - wrzesień 2015)
- Wake Up, Girls! Seishun no kage (jap. Wake Up, Girls！青春の影) (premiera: wrzesień 2015)
- Peeping Life TV Series 1 (jap. Peeping Life TV シーズン1 ) (premiera: październik 2015 - grudzień 2015)
- Walk Up Girl ZOO! (jap. うぇいくあっぷがーるZOO！ Ueiku appu ga-ru zoo!) (premiera: październik 2015 - grudzień 2015)
- Tobidasu PriPara min'na de mezase! Idol Grand Prix (jap. とびだすプリパラ み～んなでめざせ！アイドル グランプリ Tobidasu puripara min'na de mezase! Aidoru guranpuri) (premiera: październik 2015)
- Wake Up, Girls! Beyond the Bottom (premiera: grudzień 2015)
- Nurse Witch Komugi-chan R (jap. ナースウィッチ小麦ちゃんＲ Nāsu uitchi komugi-chan R) (premiera: styczeń 2016 - marzec 2016)
- KING OF PRISM by Pretty Rhythm (premiera: styczeń 2016)
- PriPara min'na no akogare: Let's go PriPari (jap. プリパラ み～んなのあこがれ♪レッツゴー☆プリパリ Puripara min'na no akogare ♪ rettsugō ☆ puripari) (premiera: marzec 2016)
- Time bokan 24 (jap. タイムボカン24 Taimu bokan 24) (premiera: październik 2016 - marzec 2017)
- Gekijōban PriPara min'na de kagayake! Kirarin Star Live! (jap. 劇場版プリパラみ～んなでかがやけ！キラリン☆スターライブ！ Gekijōban puripara min'na de kagayake! Kirarin ☆ sutāraibu!) (premiera: marzec 2017)
- Idol Time PriPara (jap. アイドルタイムプリパラ Aidorutaimupuripara) (premiera: kwiecień 2017 - marzec 2018)
- KING OF PRISM -PRIDE the HERO- (premiera: czerwiec 2017)
- Infini-T Force (jap. インフィニティ フォース) (premiera: październik 2017 - grudzień 2017)
- Time bokan: Gyakushū no san'akunin (jap. タイムボカン　逆襲の三悪人 Taimubokan gyakushū no san'akunin) (premiera: październik 2017 - marzec 2018)
- Wake Up, Girls! Shin Shō (jap. Wake Up, Girls！新章) (premiera: październik 2017 - styczeń 2018)
- Gekijōban Infini-T Force/ Gatchaman sarabatomoyo (jap. 劇場版Infini-T Force／ガッチャマン さらば友よ) (premiera: lutego 2018)
- Kiratto Pri Chan (jap. キラッとプリ☆チャン Kiratto puri ☆ Chan) (premiera: kwiecień 2018 - maj 2021)
- Gekijōban PriPara & Kiratto Pri☆Chan: Kirakira Memorial Live (jap. 劇場版 プリパラ＆キラッとプリ☆チャン ～きらきらメモリアルライブ～ Gekijōban puripara & kiratto puri ☆ Chan ~ kirakira memoriaru raibu ~) (premiera: maj 2018)
- Egao no daika (jap. エガオノダイカ) (premiera: styczeń 2019 - marzec 2019)
- KING OF PRISM -Shiny Seven Stars- (premiera: kwiecień 2019 - lipiec 2019)

### Lata 2020-2029
Opracowane na podstawie źródła.
- King of Prism All Stars: Prism Show Best Ten (jap. KING OF PRISM ALL STARS -プリズムショー☆ベストテン- KING OF PRISM ALL STARS- Purizumushō ☆ besutoten -) (premiera: styczeń 2020)
- Hakushon daimaō 2020 (jap. ハクション大魔王2020) (premiera: kwiecień 2020 - wrzesień 2020)
- Micchiri wanko! Anime~shon (jap. みっちりわんこ！あにめ～しょん) (premiera: kwiecień 2020 - wrzesień 2020)
- Waccha PriMagi! (jap. ワッチャプリマジ！ Watchapurimaji!) (premiera: październik 2021 - październik 2022)
- MUTEKING THE Dancing HERO (premiera: październik 2021 - grudzień 2021)
- Idol Land PriPara (jap. アイドルランドプリパラ Aidorurandopuripara) (premiera: listopad 2021 - ??)
- Ganbare! Chōshū-kun (jap. がんばれ！長州くん) (premiera: sierpień 2022 - grudzień 2022)
- The Legend of Heroes Sen no kiseki Northern War (jap. The Legend of Heroes 閃の軌跡 Northern War) (premiera: styczeń 2023 - marzec 2023)
- Color Leon (jap. カラーレオン Karāreon) (premiera: lipiec 2023 - sierpień 2023)
- Pole Princess!! (jap. ポールプリンセス‼ Pōru purinsesu!!) (premiera: listopad 2023)